# FK Krajina Cazin
FK Krajina ja bosanskohercegovački nogometni klub iz Cazina.
Trenutačno se natječe u Drugoj ligi FBiH – Zapad u koju su ispali u sezoni 2012/13. kao petnaestoplasirana momčad Prve lige. 

## Poznati igrači
- Adis Nurković
- Safet Nadarević
- Edin Omanović